# Nouria Kazdarli
Nouria Kazdarli, nom de scène de Khadidja Benaïda, femme de théâtre et actrice algérienne, née en 1921 à Ammi Moussa et morte le 9 août 2020, est l'une des grandes figures du théâtre et du petit écran algérien. Elle a souvent interprété le rôle d'une mère au foyer typiquement algérienne avec sa nature simple et ses traditions matriarcales. Elle a joué dans plus de 200 pièces de théâtre, 160 téléfilms et 4 longs métrages.

## Biographie
Khadidja Benaïda voit le jour en 1921 à Ammi Moussa dans une famille d'agriculteurs originaire de Matmata dans le Ouarsenis. La famille déménage et s'installe à Mostaganem. C'est dans cette ville portuaire que la jeune Khadidja fait la connaissance de Mustapha Bouhrir, jeune bachelier, qui deviendra plus tard son époux et qui sera plus connu sous le pseudonyme de Mustapha Kazderli. Le couple se marie en 1939 et s'installe à Alger. Khadidja exerce le métier de couturière et Mustapha travaille à l'Électricité et gaz d'Algérie (EGA), puis à la mairie d'Hussein Dey.
Mustapha Kazderli découvre le théâtre à Alger, où il fait la connaissance de Taha El Amiri et Boualem Raïs. Les trois hommes, qui ont des vocations d’acteurs, créent avec Mustapha Badie une troupe théâtrale, le « Croissant algérien », qui se fondra quelques mois plus tard dans « la troupe des artistes associés ». Quelques années plus tard, avec le souhait de son mari, Khadidja Benaïda intègre la troupe en 1945 lors d'une tournée à Constantine, où sa carrière commence. Elle s'affirmera comme une comédienne incontournable. Elle adopte le pseudonyme de son mari avec un autre prénom, désormais son nom de scène est Nouria Kazdarli.

## Décorations
- Ahid de l'ordre du Mérite national d'Algérie[4].

## Source
- Achour Cheurfi, Dictionnaire du cinéma algérien et des films étrangers sur l'Algérie, Casbah Editions, Alger, 2013, 1 152 pages.